# 香煙糖
香菸糖是一種20世紀八十年代流行在香港及中國大陸的一種小型糖果。其外盒像一個縮小的香烟盒，里面的糖果像是一支支的香烟，因而得名。
由於可能會令小童模仿成年人吸烟，已被禁止在幾個國家銷售，如巴西，芬蘭，挪威，愛爾蘭共和國，沙特阿拉伯，土耳其和中華民國。